# Plegamiento Geológico de Campodola-Leixazós
El plegamiento geológico de Campodola-Leixazós (en gallego Dobramento xeolóxico de Campodola-Leixazós) es una morfología terrestre característica de las montañas del Courel, en el municipio de Quiroga, Galicia, que se formó en el carbonífero.
Este elemento geológico fue catalogado como monumento natural y ocupa un espacio de 90 hectáreas entre los lugares de Campodola, O Hospital, Leixazós, Pacios da Serra. Y, además, este lugar de interés geológico forma parte del Geoparque de la Sierra de Caurel.

## Descripción
Consiste en un gran pliegue que tiene su corte transversal expuesto en superficie debido a los procesos de erosión y de erosión del río Ferreiriño y que se conserva desde el Carbonífero Inferior. Este pliegue tiene una orientación que da al norte. 
En su zona central no muestra ninguna modificación desde su formación y tiene unos flancos de entre 10 y 12 km. Está adscrito a la zona centroibérica, ocupando la posición más septentrional.

## Legislación
Este lugar de interés geológico fue declarado monumento natural en 2012 y se encuentra dentro de la Zona Especial de Conservación ZEC "Ancares-Caurel".
Está catalogado como lugar de interés geológico en España desde 1983 y como espacio geológico de relevancia internacional (Geosite) desde 2011.
Está incluido dentro del Geoparque de la Sierra de Caurel, declarado en 2019 por la UNESCO.

## Galería

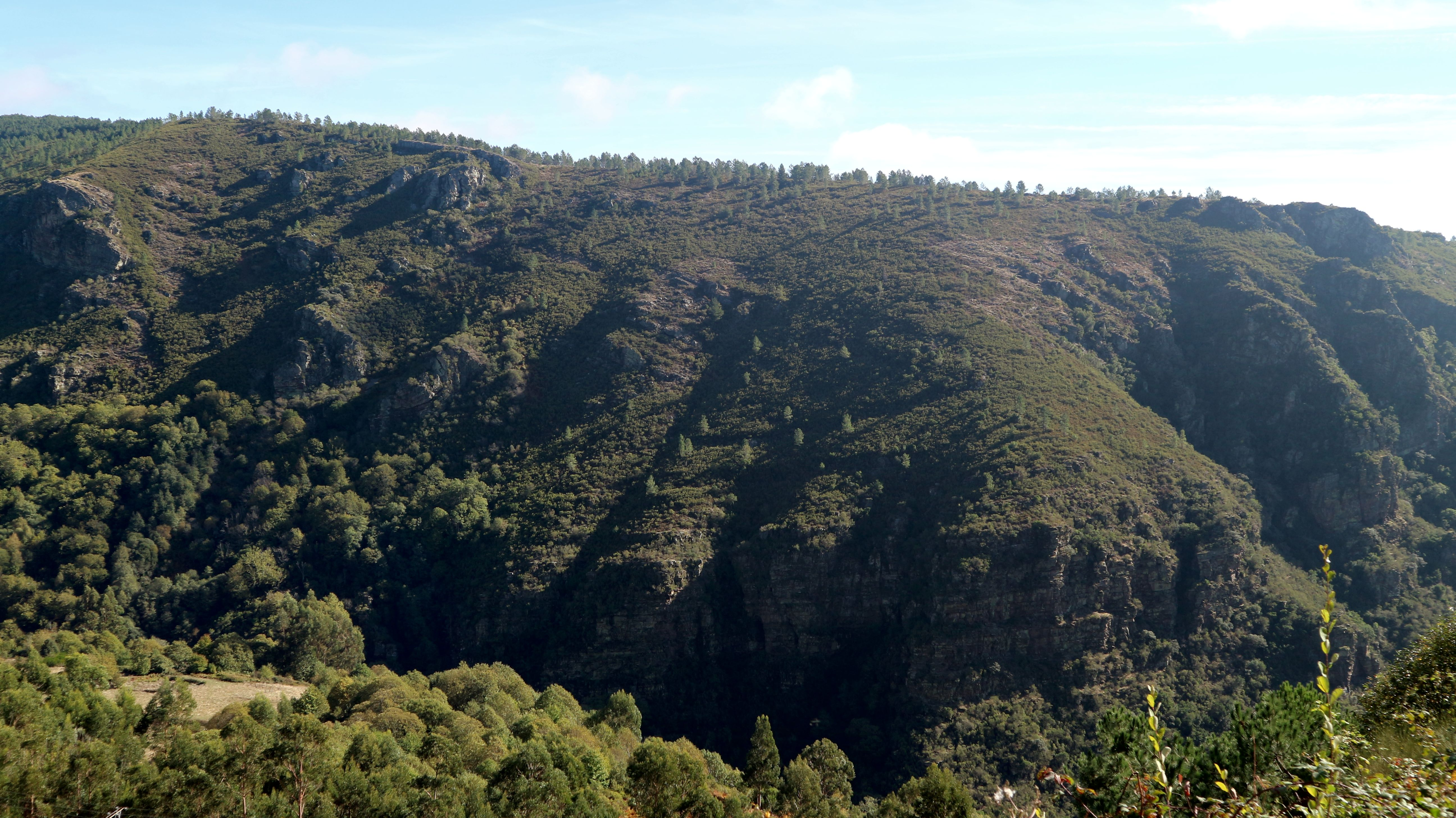
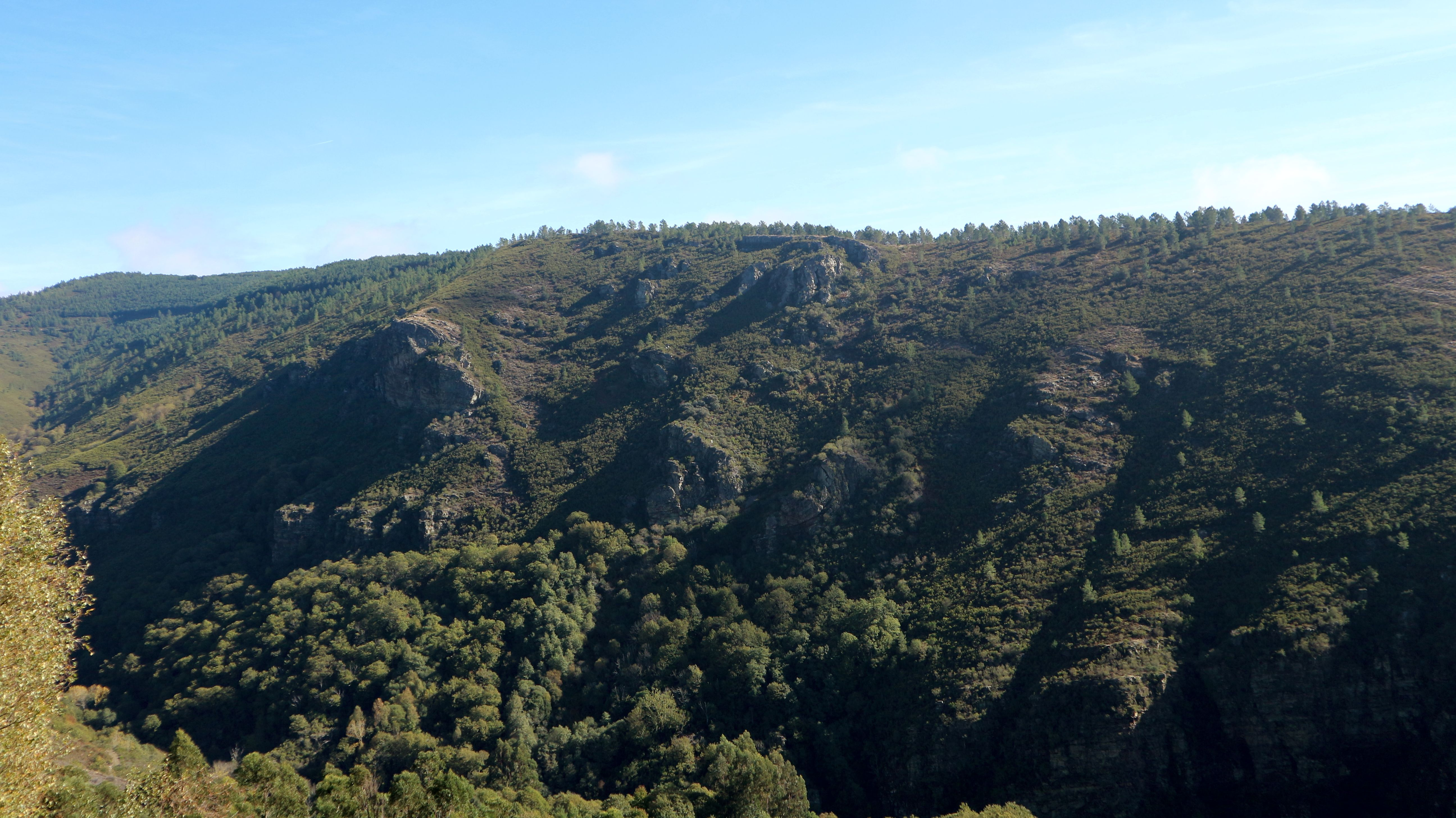
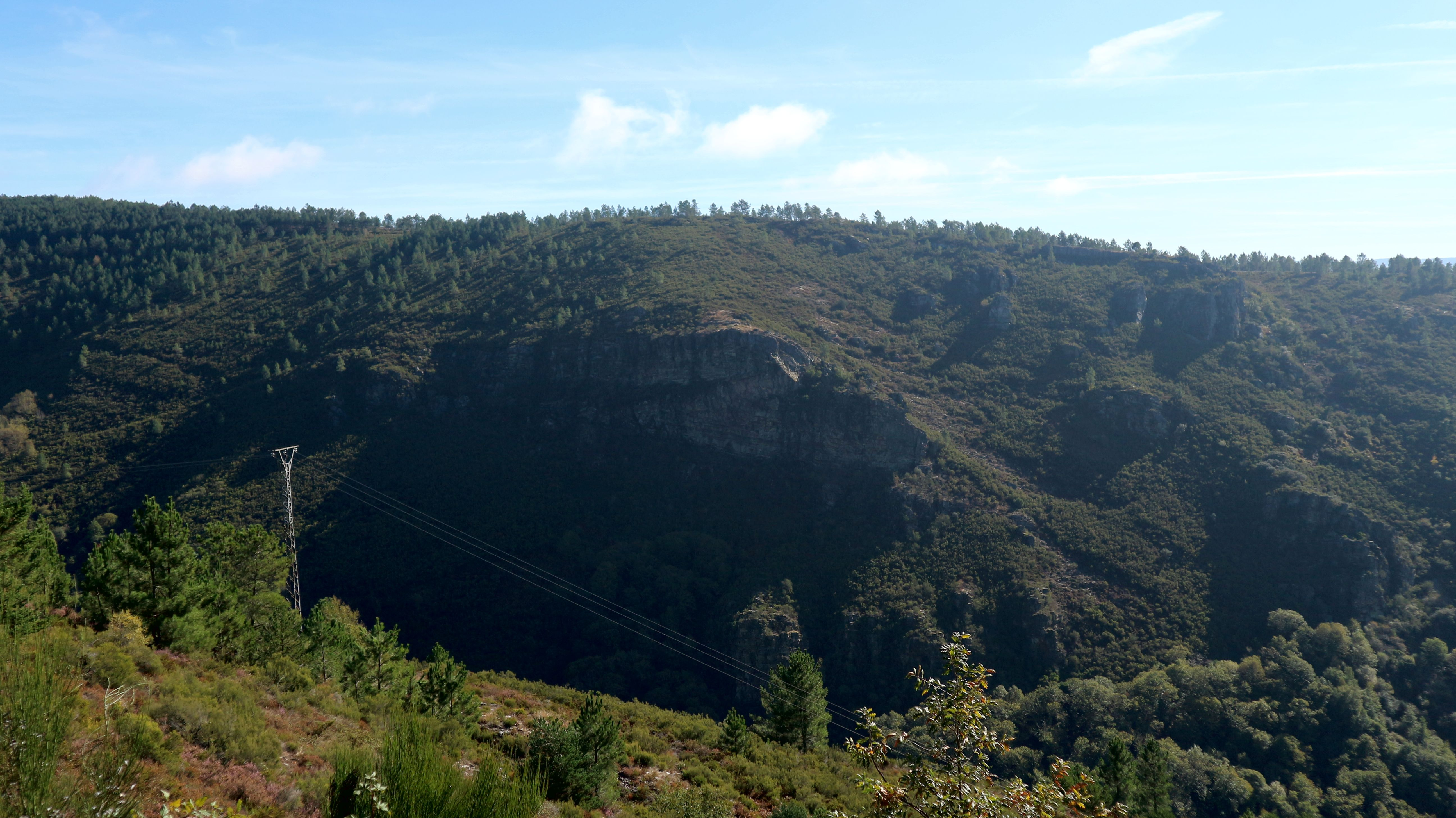
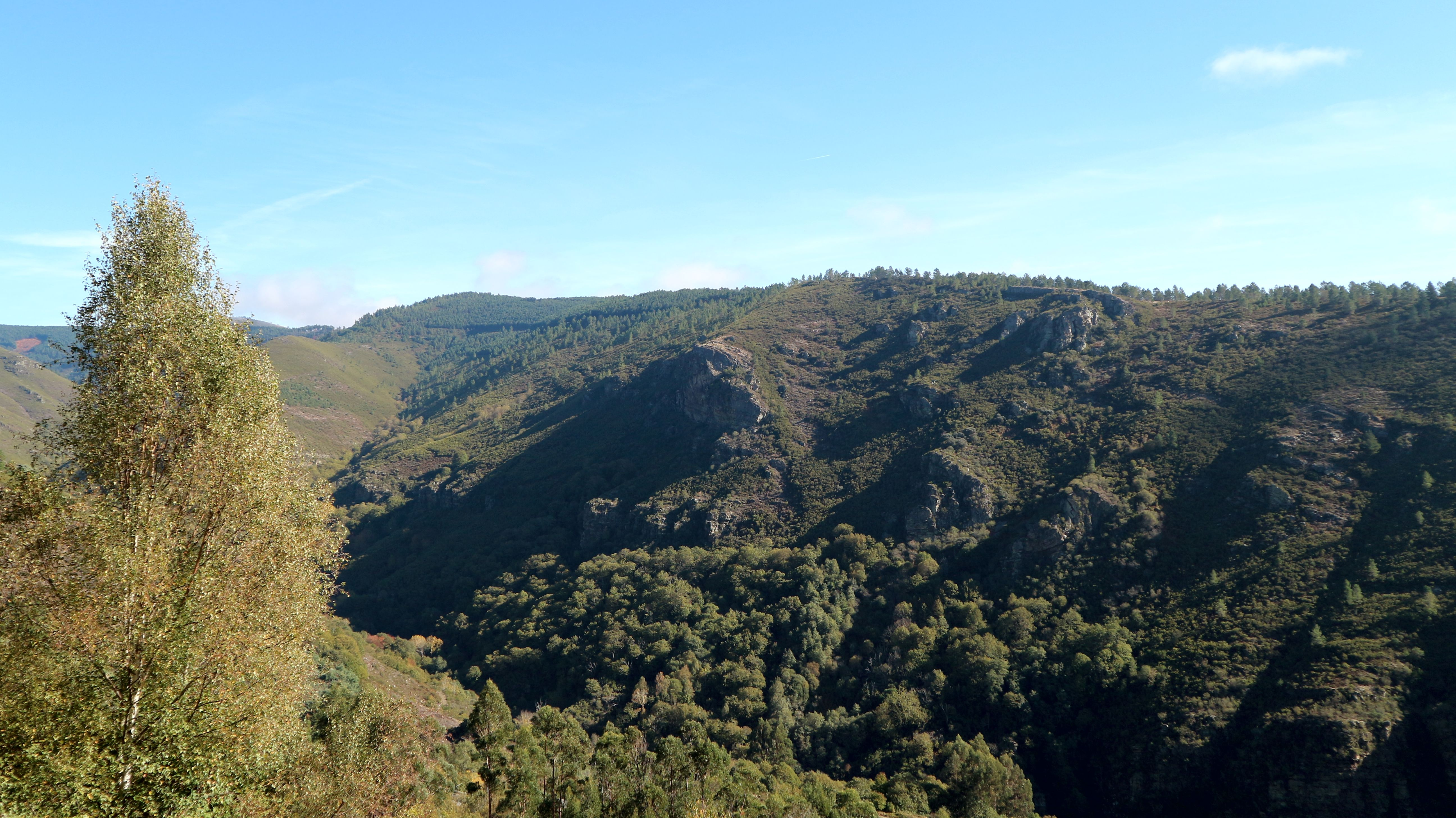
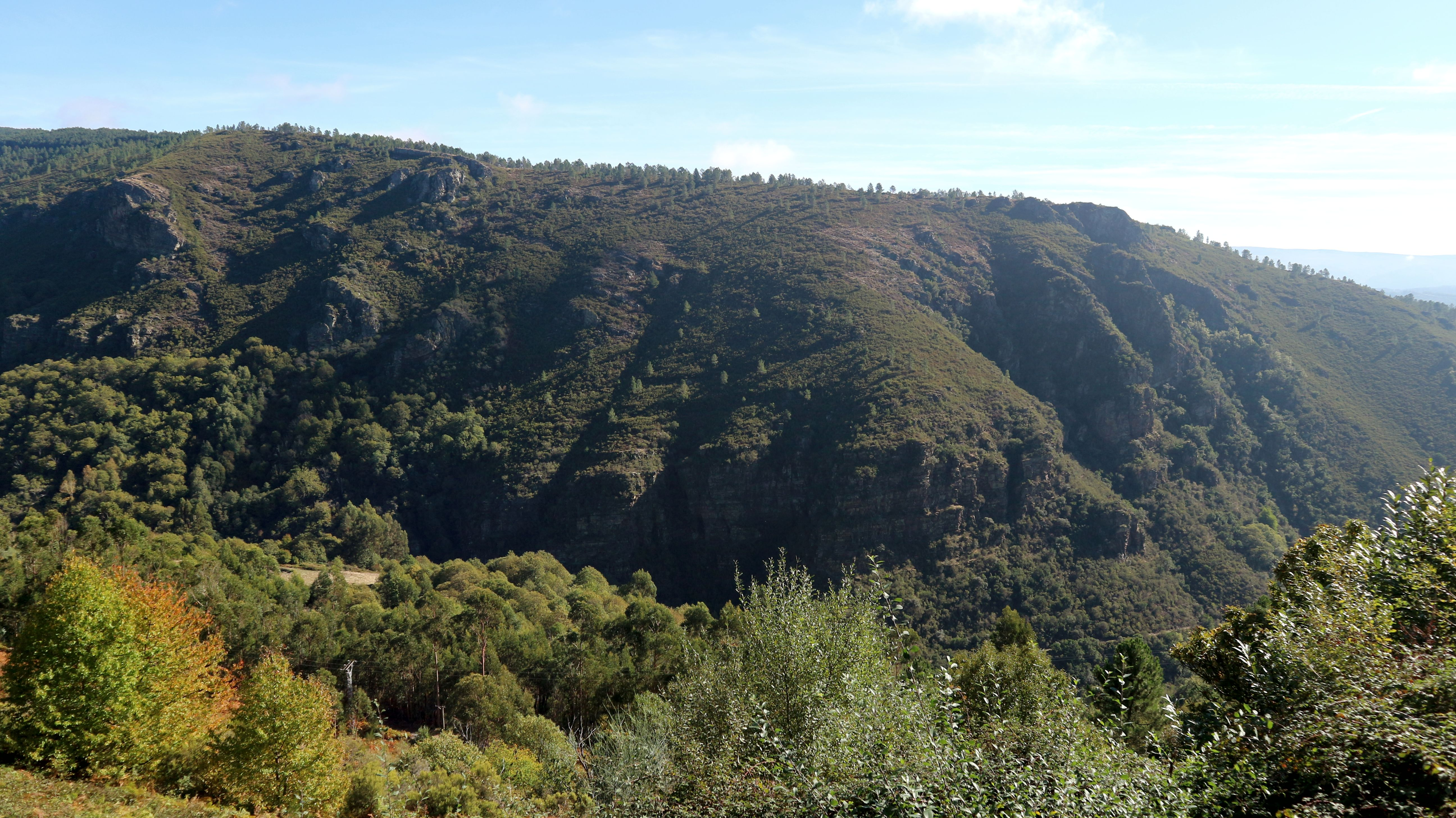
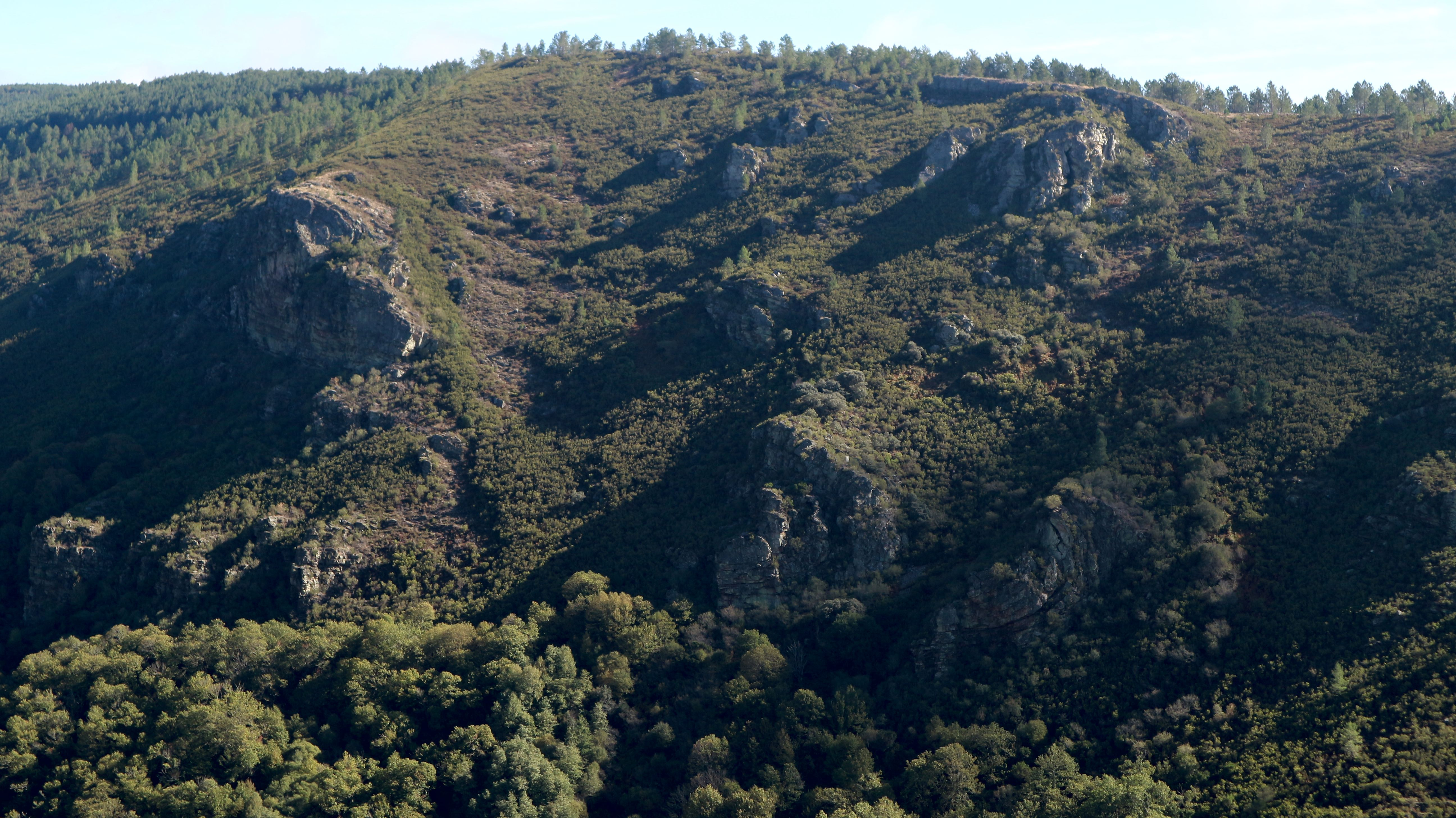
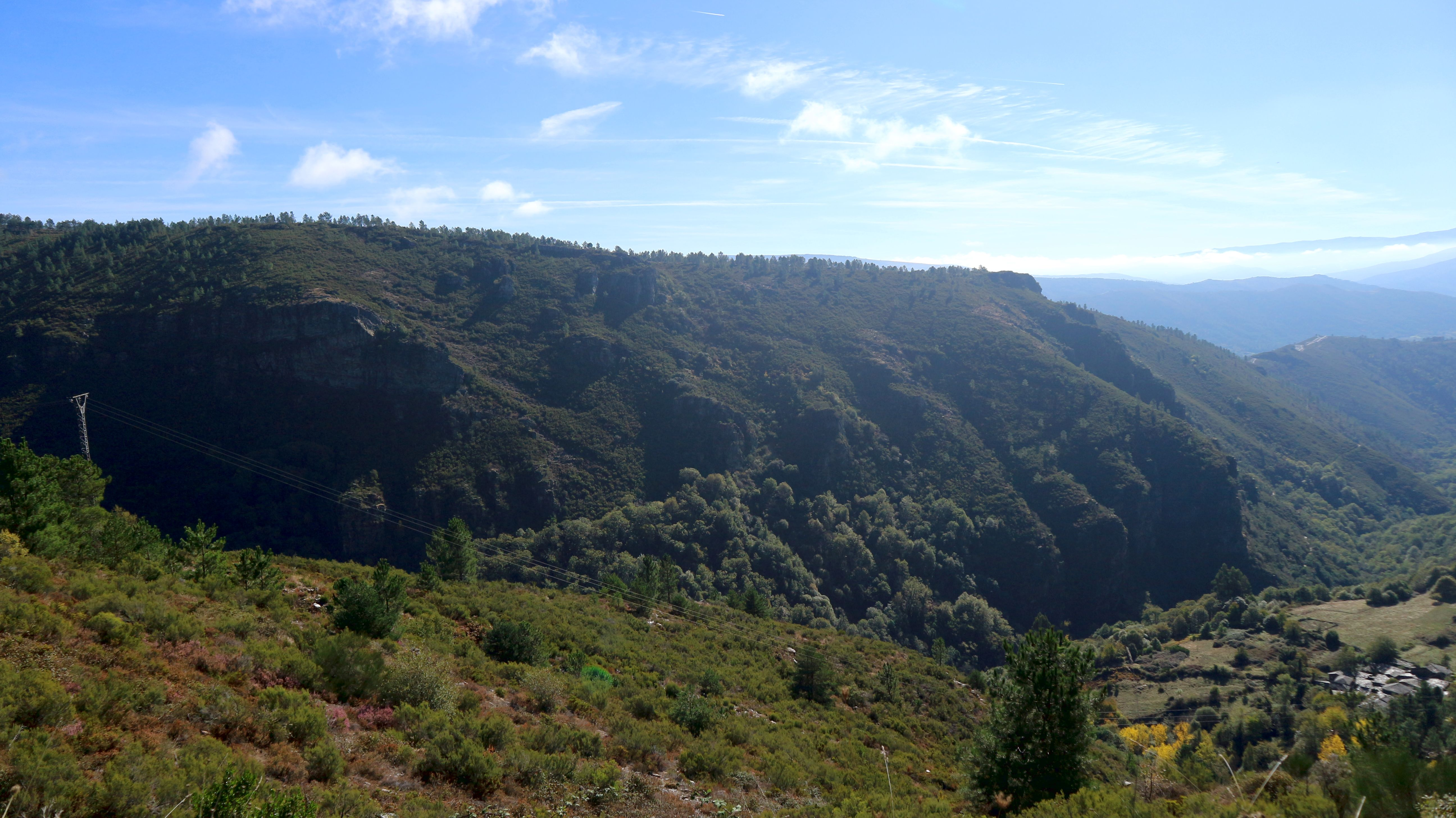
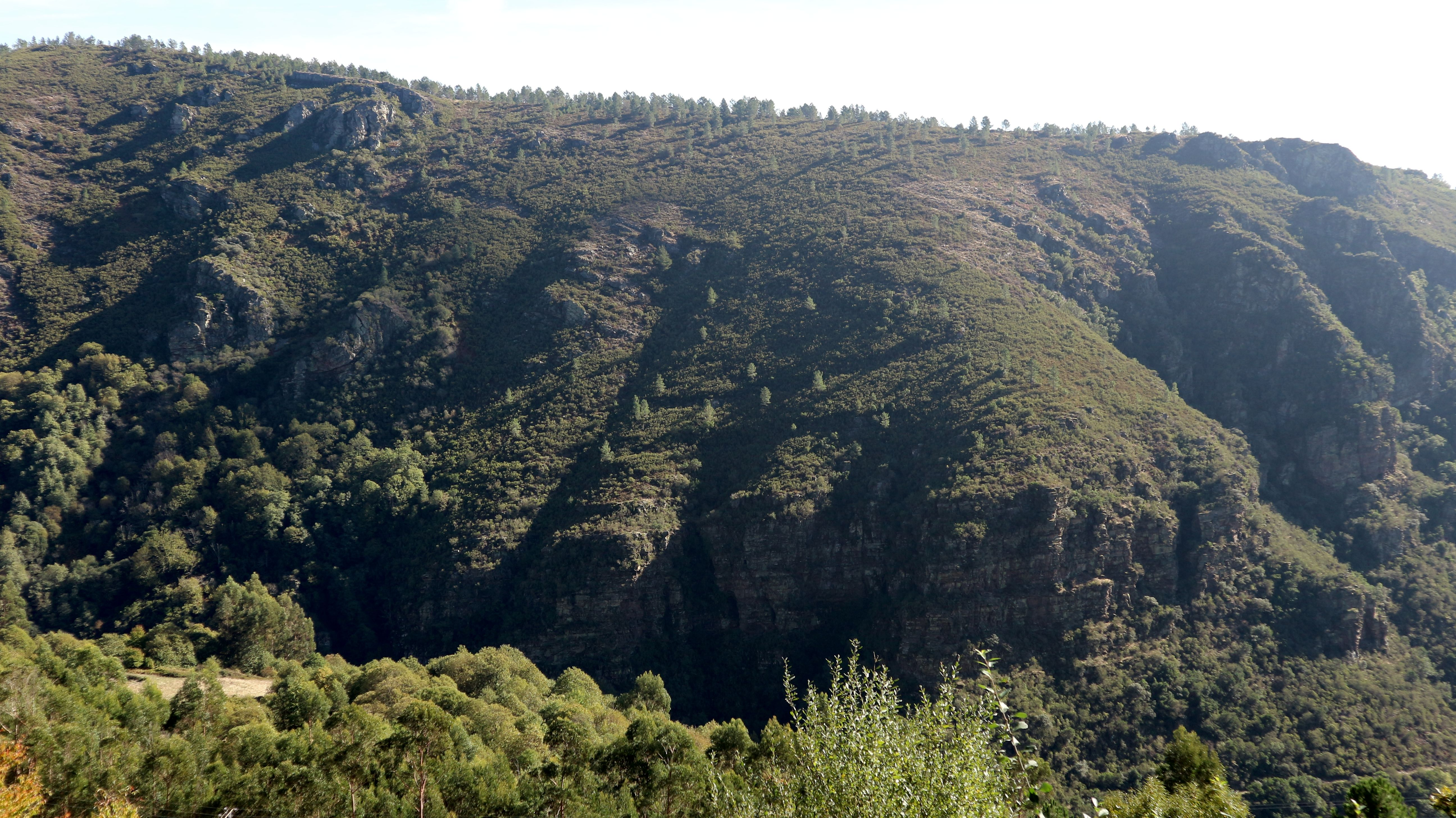